# コーヨーグループ
コーヨーグループは、兵庫県加古川市に本社を置く総合建築住宅不動産企業グループ。
グループ会社には、株式会社コーヨーテック、株式会社匠陽、株式会社コトワクルーズ、コーヨー総合設計事務所がある。

## 各社概説

### 株式会社コーヨーテック
兵庫県加古川市を拠点とする住宅建築会社。自然素材を活用した無添加住宅の提供に特化し、健康で快適な住まいづくりを提案する。主な業務は、加古川市を中心に姫路市や赤穂市などのエリアでの注文住宅の設計・施工。また、環境に配慮した高断熱・高気密の住宅を目指し、エコロジーと快適性を両立させた住まいを提供。

### 株式会社匠陽
兵庫県加古川市を拠点とする不動産会社で、不動産の買取、売買仲介、賃貸管理を主な業務とし、地域密着型のサービスを提供。また、土地の有効活用や相続税対策などのコンサルティングも行い、注文住宅やリフォームにも対応。地域社会に貢献しつつ、顧客の資産価値を最大化することを目指す。

### 株式会社コトワクルーズ
サイエンスホーム兵庫南店を運営する、兵庫県加古川市に拠点を置く住宅建築会社。木造注文住宅の設計・施工を専門とし、無垢の木や天然塗料を使用した自然素材の家づくりに注力。また、真壁づくりの技術を活かした高品質な住宅を提供し、宿泊体験を通じて実際の居住感を確認できるモデルハウスも展開。地域密着型のサービスで、顧客に寄り添った住まいづくりを行う。

### コーヨー総合設計事務所
兵庫県加古川市に拠点を置く設計事務所。

## 沿革
- 1994年12月 - 「株式会社コーヨーテック」創業
- 1996年8月 - 「株式会社コーヨーテック」設立
- 2003年4月 - グループ会社「株式会社匠陽」創業
- 2003年4月 - グループ会社「株式会社匠陽」設立
- 2011年6月 - グループ会社「株式会社コトワクルーズ」創業
- 2011年6月 - グループ会社「株式会社コトワクルーズ」設立

## グループ会社・事業所

### 株式会社コーヨーテック
- 本社
- 加古川モデルハウス
- 赤穂ショールーム
- 加古川ショールーム
- 加古川北ショールーム

### 株式会社匠陽
- 本社

### 株式会社コトワクルーズ
- 本社

### コーヨー総合設計事務所
- 本社